# Tarlina milledgei
Tarlina milledgei is een spinnensoort uit de familie Gradungulidae. De soort komt voor in New South Wales, Australië.